# Mastigopterus imperator
Mastigopterus imperator är en fiskart som beskrevs av Smith och Radcliffe, 1913. Mastigopterus imperator ingår i släktet Mastigopterus och familjen Ophidiidae. Inga underarter finns listade i Catalogue of Life.